# واط لكل متر كلفن
في الفيزياء، الواط لكل متر كلفن، هي واحدة لقياس كمية الناقلية الحرارية لمادة ما.